# Fußball-Oberliga Baden-Württemberg 1987/88
Die Fußball-Oberliga Baden-Württemberg 1987/88 war die zehnte Oberligaspielzeit.
Der FV Weinheim setzte sich letztlich in einem spannenden Zweikampf mit dem Freiburger FC, die die Herbstmeisterschaft feiern konnten, durch. Knackpunkt war der 31. Spieltag, an dem die Freiburger gegen den Vorjahresmeister SV Sandhausen mit 0:3 verloren. Die bis dahin punktgleichen Weinheimer zogen an den Breisgauern vorbei und gaben die Tabellenführung bis zum Schluss nicht wieder her. Die Nordbadener um Spielertrainer Stephan Groß, im Vorjahr noch Sechster, gehörten nicht unbedingt zu den Titelaspiranten und überraschten darum umso mehr. In der Aufstiegsrunde zur 2. Bundesliga wurden Weinheim dann allerdings die Grenzen aufgezeigt; als Letzter der Südgruppe wurde der Aufstieg recht deutlich verpasst. An der deutschen Amateurmeisterschafts-Endrunde nahm der Freiburger FC teil, der jedoch schon in der 1. Runde gegen den späteren Amateurmeister Eintracht Trier ausschied.
Auch der Abstieg gestaltete sich dramatisch, zum Teil wurde er nur durch das Torverhältnis entschieden. Da durch die äußerst schlechte Rückrunde des SSV Ulm in der 2. Bundesliga seit März 1988 ziemlich klar war, das die Spatzen in die Amateur-Oberliga Baden-Württemberg absteigen würden, gab es in der Saison fünf Abstiegsplätze. Letztlich stiegen die drei Neulinge Amicitia Viernheim, die Sportfreunde DJK Freiburg der SV sowie die Amateure des VfB Stuttgart ziemlich deutlich in die untergeordneten Ligen ab. Am Kampf darum, dem 14. Tabellenplatz zu entgehen, waren zeitweise bis zu acht Mannschaften beteiligt. Zwischen Platz sieben und vierzehn lagen in der Endabrechnung nur vier Punkte, die Mannschaften aus Offenburg, Marbach, Schwetzingen und Ludwigsburg beendeten punktgleich die Meisterschaft. Nur durch das schlechteste Torverhältnis von allen vier Teams musste die SpVgg Ludwigsburg den bitteren Gang in die Verbandsliga antreten. Im Gegenzug stiegen zur Folgesaison der VfL Neckarau aus der Verbandsliga Baden, der SC Pfullendorf aus der Verbandsliga Südbaden sowie der FC Tailfingen aus der Verbandsliga Württemberg, als jeweiliger Staffelmeister direkt auf. Über die Aufstiegsrunde der Vizemeister qualifizierte sich noch der VfR Aalen aus der Verbandsliga Württemberg.

## Abschlusstabelle
| Pl. | Verein                        | Sp. | Tore  | Diff. | Pkt.  |
| --- | ----------------------------- | --- | ----- | ----- | ----- |
| 01. | FV Weinheim                   | 34  | 51:30 | +21   | 45:23 |
| 02. | Freiburger FC                 | 34  | 52:32 | +20   | 43:25 |
| 03. | SV Sandhausen (M)             | 34  | 60:38 | +22   | 41:27 |
| 04. | VfL Kirchheim/Teck            | 34  | 55:35 | +20   | 39:29 |
| 05. | VfR Mannheim                  | 34  | 46:34 | +12   | 39:29 |
| 06. | VfB Gaggenau                  | 34  | 54:51 | +03   | 39:29 |
| 07. | SSV Reutlingen                | 34  | 50:40 | +10   | 37:31 |
| 08. | SG Kirchheim                  | 34  | 61:53 | +08   | 36:32 |
| 09. | 1. FC Pforzheim               | 34  | 49:49 | +00   | 35:33 |
| 10. | SC Geislingen (N)             | 34  | 40:49 | −09   | 34:34 |
| 11. | Offenburger FV                | 34  | 41:44 | −03   | 33:35 |
| 12. | FC Marbach                    | 34  | 35:39 | −04   | 33:35 |
| 13. | SV Schwetzingen               | 34  | 35:41 | −06   | 33:35 |
| 14. | SpVgg 07 Ludwigsburg          | 34  | 37:48 | −11   | 33:35 |
| 15. | Amicitia Viernheim (N)        | 34  | 48:56 | −08   | 29:39 |
| 16. | VfB Stuttgart Amateure        | 34  | 44:54 | −10   | 27:41 |
| 17. | Sportfreunde DJK Freiburg (N) | 34  | 53:85 | −32   | 19:49 |
| 18. | SV Linx (N)                   | 34  | 30:63 | −33   | 17:51 |

| (M) | Meister 1986/87                         |
| (N) | Aufsteiger aus der Verbandsliga 1986/87 |

## Torschützenliste
|     | Spieler              | Verein                    | Tore |
| --- | -------------------- | ------------------------- | ---- |
| 01. | Rifat Kolasinac      | VfB Gaggenau              | 23   |
| 02. | Roland Hirsch        | VfL Kirchheim/teck        | 18   |
| 03. | Dragan Antic         | SGK Heidelberg            | 16   |
| 03. | Thomas Schwechheimer | FV 09 Weinheim            | 16   |
| 05. | Dimitrios Moutas     | 1. FC Pforzheim           | 15   |
| 06. | Michael Winkler      | Freiburger FC             | 14   |
| 06. | Thomas Früh          | SV Linx                   | 14   |
| 08. | Dieter Singer        | Amicitia Viernheim        | 13   |
| 08. | Ulrich Kretz         | SGK Heidelberg            | 13   |
| 10. | Hans Meisel          | Sportfreunde DJK Freiburg | 12   |
| 10. | Uwe Meyer            | SGK Heidelberg            | 12   |

## Aufstiegsrunde zur 2. Bundesliga
Als Meister der Oberliga Baden-Württemberg traf der FV Weinheim in der Aufstiegsrunde zur 2. Bundesliga auf den 1. FSV Mainz 05, Viktoria Aschaffenburg und die SpVgg Unterhaching. Nach nur einem Sieg, einem Unentschieden aber vier Niederlagen belegten die Badener mit 5:10 Toren und 3:9 Punkten den letzten Platz in ihrer Gruppe und verpassten somit deutlich den Aufstieg in die 2. Bundesliga.

### Spiele
|                        |   |                        | Hinspiel | Rückspiel |
| ---------------------- | - | ---------------------- | -------- | --------- |
| 1. FSV Mainz 05        | – | Viktoria Aschaffenburg | 2:0      | 3:3       |
| SpVgg Unterhaching     | – | FV 09 Weinheim         | 0:0      | 3:1       |
| Viktoria Aschaffenburg | – | SpVgg Unterhaching     | 2:1      | 2:2       |
| FV 09 Weinheim         | – | 1. FSV Mainz 05        | 4:3      | 0:2       |
| Viktoria Aschaffenburg | – | FV 09 Weinheim         | 1:0      | 1:0       |
| 1. FSV Mainz 05        | – | SpVgg Unterhaching     | 4:1      | 3:1       |

### Abschlusstabelle
| Pl. | Verein                 | Sp. | S | U | N | Tore    | Diff. | Punkte |
| --- | ---------------------- | --- | - | - | - | ------- | ----- | ------ |
| 1.  | 1. FSV Mainz 05        | 6   | 4 | 1 | 1 | 017:900 | +8    | 09:30  |
| 2.  | Viktoria Aschaffenburg | 6   | 3 | 2 | 1 | 009:800 | +1    | 08:40  |
| 3.  | SpVgg Unterhaching     | 6   | 1 | 2 | 3 | 008:120 | −4    | 04:80  |
| 4.  | FV 09 Weinheim         | 6   | 1 | 1 | 4 | 005:100 | −5    | 03:90  |

## Baden-Württemberg-Meister
| 1.               | FV Weinheim |
| Logo FV Weinheim | Jürgen Ottinger (18 Spiele / Tore –) Siegmund Olscha (34/3) Pantelis Tsionanis (34/-), Christian Schopen (33/-), Hans-Jürgen Boysen (24/6) Rüdiger Jambo (33/1), Jürgen Schlierf (32/3), Helmut Vorreiter (29/2), Andreas Schmitt (26/2) Jürgen Simeth (32/6), Thomas Schwechheimer (27/16) Spielertrainer: Stephan Groß (11/2) |
| Logo FV Weinheim | außerdem: Harald Fetzer (26/4), Stephan Baumann (25/1); Dieter Schreckenberger (17/3), Wolfgang Getrost (15/-), Ludger Werni (13/1), Winfried Meier (5/1), Matthias Arnold (1/-); Joachim Schweizer (1/-) |